# Les Mystères de l'Univers
Les Mystères de l'Univers (The Universe) est une série documentaire scientifique américaine centrée sur les domaines de la cosmologie, de l'astronomie et de l'astrophysique.
Le programme est produit par Flight 33 Productions et Workaholic Productions.
La série a été créée aux États-Unis le 29 mai 2007 sur The History Channel, et les quatre saisons suivantes ont été diffusées sur cette chaine jusqu'en 2010. À partir du 25 octobre 2011, de nouveaux épisodes ont été diffusés exclusivement sur H2.
Cette série est diffusée en France sur la chaine RMC Découverte depuis février 2014.

## Format
La série traite de sujets concernant l'exploration spatiale, le système solaire et les objets astronomiques dans l'univers. Elle montre des comptes rendus, des images vidéo, des photographies et les points de vue des scientifiques, des gestionnaires de projets, des ingénieurs, des avocats, des écrivains et d'autres experts. L'épisode « 7 Merveilles du système solaire », et la saison 6 ont été produits en 3D.

## Émissions
| Saisons | Nombre d'épisodes | Date de diffusion (aux États-Unis) | Date de diffusion (aux États-Unis) | Date de diffusion (En France) | Date de diffusion (En France) | Date de sortie des DVD (zone 1) |
| Saisons | Nombre d'épisodes | Premier épisode                    | Dernier épisode                    | Premier épisode               | Dernier épisode               | Date de sortie des DVD (zone 1) |
| ------- | ----------------- | ---------------------------------- | ---------------------------------- | ----------------------------- | ----------------------------- | ------------------------------- |
| 01      | 14                | 29 mai 2007                        | 9 septembre 2007                   | NC                            | NC                            | 17 novembre 2007                |
| 02      | 18                | 27 novembre 2007                   | 28 avril 2008                      | NC                            | NC                            | 14 octobre 2008                 |
| 03      | 12                | 11 novembre 2008                   | 3 février 2009                     | NC                            | NC                            | 26 mai 2009                     |
| 04      | 12                | 18 août 2009                       | 10 novembre 2009                   | NC                            | NC                            | 23 février 2010                 |
| 05      | 8                 | 29 juillet 2010                    | 23 septembre 2010                  | NC                            | NC                            | 11 janvier 2011                 |
| 06      | 7                 | 25 octobre 2011                    | 20 décembre 2011                   | NC                            | NC                            | 17 avril 2012                   |
| 07      | 7                 | 14 février 2012                    | 17 juin 2012                       | NC                            | NC                            | 17 avril 2012                   |
| 08      | 4                 | 1er mars 2014                      | 22 mars 2014                       | NC                            | NC                            | NC                              |
| 09      | en cours          | 18 avril 2015                      | en cours                           | NC                            | NC                            | en cours                        |

## Épisodes

### Saison 1 (2007)
1. Le Soleil, l'étoile mystérieuse (Secrets of the Sun)
2. Mars : la planète rouge (Mars: The Red Planet)
3. La fin de la Terre (End of the Earth)
4. Jupiter, la planète géante (Jupiter: The Giant Planet)
5. La Lune (The Moon)
6. La Terre, notre vaisseau spatial (Spaceship Earth)
7. Mercure et Venus, les planètes intérieures (Mercury & Venus: The Inner Planets)
8. Saturne et ses anneaux (Saturn: Lord of the Rings)
9. Galaxies (Alien Galaxies)
10. Vie et mort d'une étoile (Life & Death of a Star)
11. Neptune, Uranus, Pluton (The Outer Planets)
12. Les endroits les plus dangereux de l'Univers (Most Dangerous Places)
13. À la recherche de la vie extra-terrestre (Search for E.T.)
14. Au-delà du Big Bang (Beyond the Big Bang)

### Saison 2 (2007-2008)
1. Exoplanètes (Alien Planets)
2. Les trous cosmiques (Cosmic Holes)
3. Les énigmes de la lune (Mysteries of the Moon)
4. La voie lactée (The Milky Way)
5. Les lunes du système solaire (Alien Moons)
6. Matière noire et énergie sombre (Dark Matter/Dark Energy)
7. Astrobiologie (Astrobiology)
8. Voyage Spatial (Space Travel)
9. Les supernovas (Supernovas)
10. Les constellations (Constellations)
11. Les énigmes inexpliquées (Unexplained Mysteries)
12. Les collisions cosmiques (Cosmic Collisions)
13. Coloniser l’espace (Colonizing Space)
14. Les nébuleuses (Nebulas)
15. Tempête dans le cosmos (Wildest Weather in the Cosmos)
16. Les objets monstrueux de l’univers (Biggest Things in Space)
17. La gravitation (Gravity)
18. Apocalypse cosmique (Cosmic Apocalypse)

### Saison 3 (2008-2009)
1. Catastrophes Spatiales (Deep Space Disasters)
2. Les univers parallèles (Parallel Universes)
3. La vitesse de la lumière (Light Speed)
4. Sexe dans l'espace (Sex in Space)
5. Le visage des aliens (Alien Faces)
6. Comètes et astéroïdes (Deadly Comets and Meteors)
7. Vivre dans l'espace (Living in Space)
8. Armageddon (Stopping Armageddon)
9. Une autre terre (Another Earth)
10. Étranges phénomènes (Strangest Things)
11. Voyage en orbite (Edge of space)
12. Phénomènes cosmiques (Cosmic Phenomena)

### Saison 4 (2009)
1. L'étoile de la mort (Death Stars)
2. Le jour où la Lune disparaît (The Day the Moon Was Gone)
3. Tombé Depuis L'espace (It Fell From Space)
4. Les plus grandes explosions (Biggest Blasts)
5. La chasse aux planètes annelées (The Hunt for Ringed Planets)
6. Dix moyens de détruire la Terre (10 Ways to Destroy the Earth)
7. À la recherche d'amas cosmiques (The Search for Cosmic Clusters)
8. Guerres spatiales (Space Wars)
9. Univers liquides (Liquid Universe)
10. Pulsars et quasars (Pulsars & Quasars)
11. Entre science et fiction (Science Fiction, Science Fact)
12. Énergie extrême (Extreme Energy)

### Saison 5 (2010)
1. Les 7 merveilles du Système Solaire (7 Wonders of the Solar System)
2. Mars : Preuves de vies (Mars: The New Evidence)
3. Les tempêtes magnétiques (Magnetic Storm)
4. Voyage dans le temps (Time Travel)
5. Les secrets des sondes spatiales (Secrets of the Space Probes)
6. Les astéroïdes attaquent (Asteroid Attack)
7. Éclipse totale (Total Eclipse)
8. Quand le Soleil s'éteindra (Dark Future of the Sun)

### Saison 6 (2011)
1. Les cataclysmes de l'univers (Catastrophes that Changed the Planets)
2. Némésis : le nouveau soleil ? (Nemesis: The Sun's Evil Twin)
3. Système solaire, mode d'emploi (How the Solar System was Made)
4. Crash sur Mars (Crash Landing on Mars)
5. Les pires heures de la Terre (Worst Days on Planet Earth)
6. OVNI : Les preuves (UFO: The Real Deal)
7. Un Dieu dans l'univers (God and the Universe)

### Saison 7 (2012)
1. Plus grand, plus loin, plus vite (How Big, How Far, How Fast)
2. Les sons aliens (Alien Sounds)
3. La Terre dans la voie lactée (Our Place in the Milky Way)
4. Au-delà du froid (Deep Freeze)
5. Un univers microscopique (Microscopic Universe)
6. Objectif comète (Ride the Comet)
7. Quand l'espace façonne l'histoire du monde (When Space Changed History)

### Saison 8 (2014)
1. Le Mystère de Stonehenge (Stonehenge)
2. Les Pyramides (Pyramids)
3. Destruction Divine (Heavenly)
4. L'Etoile de Bethleem (Star of Bethlehem)

### Saison 9 (2015)
1. Mauvais présage (Omens of Doom)
2. L'œil de Dieu (The Eye of God)
3. Les Prophéties De L'Apocalypse (Apocalyptic Visions)
4. Mondes Extraterrestres (Alien Worlds)
5. Les clés de l'Univers (Predicting the Future)
6. La grandeur de Rome (Roman Engineering)

## Sorties en DVD/Blu-ray
| Titre/contenu                   | Date de sortie               |
| ------------------------------- | ---------------------------- |
| 7 merveilles du système solaire | 11 janvier 2011 (Blu-ray 3D) |
| Série complète (saisons 1-5)    | 26 avril 2011                |

## Sources